# Oxyscelio cupularis
Oxyscelio cupularis är en stekelart som först beskrevs av Jean-Jacques Kieffer 1914.  Oxyscelio cupularis ingår i släktet Oxyscelio och familjen Scelionidae. Inga underarter finns listade i Catalogue of Life.